# بیوک آقا
بیوک آقا (زاده۱۳۱۲ - درگذشت ۲۸ دی ۱۳۹۲) نوازندهٔ تار اهل مراغه بود.
فیلم مستند زخمه بر زخم نیز شرح حال زندگی او است که بعد از اکران این فیلم نام وی در سطح بین‌المللی شناخته شد.
محمدرضا شجریان در ۱۸ شهریور ۱۳۸۹ نامه‌ای برای بیوک آقا نوشت.

## زندگی
در شناسنامه اش نام زن و فرزندش وجود دارد که البته هر دو فوت کرده‌اند. او نوازندگی تار را از پدر و عموهایش آموخته‌است. روزی به تهران می‌آید تا برای ناپدر ی اش ساز بخرد که در آنجا اتفاقی با لطف‌الله مجد آشنا می‌شود. چند هفته‌ای در منزل او مهمان بوده و چیزهایی در مورد تارنوازی از او آموخته‌است. سال‌ها در مراغه زندگی کرده‌است و در مجالس شادی مردم تار می‌نواخته‌است. در اوایل میانسالی بیوک آقا برای مدتی در شهر دیده نمی‌شود. بعد از چند روز او را می‌بینند که با لباسی مشکی بر تن به شهر بازمی‌گردد. هرگز کسی ماجرای آن روز را نمی‌فهمد و او نیز هرگز در مورد آن روز با کسی صحبت نمی‌کند. بعد از این دیگر بیوک آقا برای چند سالی تار نمی‌ نوازد و آوارهٔ خیابان‌ها می‌شود.

## بعد از فیلم مستند زخمه بر زخم
در سال ۱۳۷۲ علیرضا انصاریان مستندی از زندگی بیوک آقا به نام زخمه بر زخم می‌سازد که این مستند برای اولین بار نام بیوک آقا را در خارج از شهر مراغه مطرح می‌کند و پس از آن هنرمندان مطرح داخلی و خارجی برای دیدارش به مراغه سفر می‌کنند.
در ۱۶ و ۱۷ تیرماه سال ۱۳۹۱ کنسرت بیوک آقا با همراهی احمد آذرپیرا در حضور همایون شجریان و با استقبال دوستداران این هنرمند در شهر مراغه برگزار شد.

## فیلم بیوک آقا
علیرضا انصاریان بعد از اتمام ساخت مستند زخمه بر زخم همچنان زندگی بیوک آقا را تحت نظر می‌گیرد و اتفاقاتی را که بعد از نمایش زخمه بر زخم بر او می‌افتد را در فیلم بیوک آقا به نمایش می‌گذارد.

## خنیاگر خاموش
صفحاتی چند از رمان غزال رمیده از غزل نوشته کامران داوری نیکو به شرح شیدایی بویوک آقا می‌پردازد. همچنین مقاله‌ای مفصل و مصوّر در خصوص بویوک آقا با عنوان خنیاگر خاموش در نشریه تصویر سال، شماره ۶۰، سال ۱۳۸۸به قلم کامران داوری نیکو به چاپ رسیده‌است.

## درگذشت
بیوک آقا بعد از یک دورهٔ بیماری سرانجام به دلیل نارسایی کلیه، در سن ۸۰ سالگی در ساعت ۱ بامداد روز شنبه ۲۸ دی ۱۳۹۲ خورشیدی در بیمارستان امیرالمؤمنین مراغه در گذشت.
همایون شجریان در پیامی درگذشت او را تسلیت گفت: «امروز آن آزاد، تن و آشیان رهاکرده شهر مراغه، که دل امثال من به بودنش خوش بود و به مرامش آلوده، از همیشه رهاتر شد و رفت. بدرود بیوک بزرگ.»